# La Motte-Ternant
La Motte-Ternant é uma comuna francesa na região administrativa da Borgonha-Franco-Condado, no departamento de Côte-d'Or. Estende-se por uma área de 20,56 km². Em 2010 a comuna tinha 149 habitantes (densidade: 7,2 hab./km²).